# Govorilka
Govorilka - це невелика програма для читання текстів голосом. Вона може прочитати вголос будь-який текст, який Ви їй дасте на будь-якій мові, будь-яким установленим голосом. Запише текст в MP3 файл. 

### Основні можливості програми
- Читання тексту голосом.
- Запис тексту, що читається, в звуковий файл (*.WAV, *.MP3) з підвищеною швидкістю* та з розбивкою на частини заданого розміру.
- Регулювання швидкості читання та висоти голосу.
- Автоматично прокручує текст на экрані, щоб завжди було видно фрагмент, що читається (слідкування за мовою). При цьому текст, що читається, може підсвічуватися кольором.
- Поповнює словники вимови, які дозволяють легко коректувати вимову окремих слів та словосполучень.
- Відкриває великі файли в DOS та Windows кодуванні.
- Відкриває тексти з файлів Microsoft® Word та HTML.
- Розмір тексту, що читається, — до 2 гігабайт.
- Запам’ятовує текст та позицію курсору при виході з програми.